# Subriel Matías
Subriel Ahmed Matías Matthew (* 31. März 1992 in Fajardo, Puerto Rico) ist ein puerto-ricanischer Profiboxer, ehemaliger IBF-Weltmeister und aktueller WBC-Weltmeister im Halbweltergewicht.

## Boxkarriere
Matías begann im Alter von 12 Jahren mit dem Boxsport und bestritt rund 100 Amateurkämpfe, wobei er 2015 die Silbermedaille im Halbweltergewicht beim prestigeträchtigen José Cheo Aponte Tournament in Caguas gewann. Noch im selben Jahr wechselte er in das Profilager und steht beim puerto-ricanischen Promoter Fresh Productions Boxing unter Vertrag, einer seiner Trainer ist Jacob Majal.
Er gewann 15 Kämpfe in Folge vorzeitig, davon 12 innerhalb von vier Runden. Er siegte dabei unter anderem gegen Adrian Estrella und Breidis Prescott sowie die ehemaligen WM-Herausforderer Daulis Prescott und Fernando Saucedo. Im Juli 2019 gewann er zudem gegen den bis dahin ebenfalls ungeschlagenen Maxim Dadaschew, welcher wenige Tage nach dem Kampf seinen Verletzungen erlag.
Am 22. Februar 2020 verlor er nach Punkten gegen Petros Ananjan, gewann jedoch zwei folgenden Kämpfe vorzeitig gegen die unbesiegten Malik Hawkins und Batyr Jukembajev.
Durch einen vorzeitigen Sieg im Rückkampf gegen Ananjan konnte Matías am 25. Februar 2023 gegen den ungeschlagenen Jeremias Ponce um den vakanten IBF-Weltmeistertitel im Halbweltergewicht boxen und siegte durch TKO in der fünften Runde. Seine erste Titelverteidigung gewann er am 25. November 2023 in Las Vegas durch TKO in der sechsten Runde gegen den ungeschlagenen Shohjahon Jergaschew. Am 15. Juni 2024 verlor er den Gürtel in seiner zweiten Titelverteidigung nach Punkten an den Australier Liam Paro.
Nach zwei vorzeitigen Siegen gegen Roberto Ramirez und Gabriel Valenzuela konnte er am 12. Juli 2025 um den WBC-Weltmeistertitel im Halbweltergewicht boxen und siegte dabei nach Punkten gegen Alberto Puello.